# Bishopalea
Bishopalea é um género botânico pertencente à família Asteraceae.